# زاونچه لاندستساپه پارک
زاونچه لاندستساپه پارک (به لهستانی:  Załęcze Landscape Park) یک منطقهٔ مسکونی در لهستان است که در central Poland واقع شده‌است.